# Doorsnede (meetkunde)

Doorsnede van het mondstuk van een trompet

De doorsnede van twee geometrische figuren is de verzameling punten die ze gemeen hebben. De wiskunde behandelt de doorsnede in brede theoretische zin. In praktische zin wordt een doorsnede van een driedimensionaal voorwerp gedefinieerd als de figuur die ontstaat door het voorwerp met een plat vlak te doorsnijden.
Een dwarsdoorsnede van een langwerpig voorwerp, bijvoorbeeld een toren, een balk of een persoon, is een doorsnede loodrecht op de lengterichting. Bij een verticaal voorwerp is dat dus een horizontale doorsnede. De doorsnede kan bij deze gegeven oriëntatie van het vlak al of niet afhankelijk zijn van de positie van het vlak. Een dwarsdoorsnede heet ook een profiel. Van een balk met een H-profiel heeft de dwarsdoorsnede bijvoorbeeld de vorm van de letter H.
We zeggen, vooral bij een langwerpig figuur, doorsnede ook voor de oppervlakte van die figuur bij een doorsnijding loodrecht op de lengterichting. Ze wordt aangeduid met het symbool ⌀.
Het woord doorsnede wordt ook gebruikt om de diameter van een cirkel aan te duiden. Dit is wiskundig geen correct woordgebruik, maar het is buiten de meetkunde algemeen ingeburgerd.

## Voorbeelden
- Een dwarsdoorsnede van een persoon in de anatomie, uitgaande van een staand persoon een horizontale doorsnede, heet een transversaal vlak.

- Doorsneden worden veel gebruikt in technische tekeningen. De doorsnede is bepalend voor de sterkte van een voorwerp, een touw, balk of spier, of voor het debiet van een pijp. Het is met de constructieve ruimtemeetkunde mogelijk complexe modellen in drie dimensies op te bouwen.

- Doorsnede wordt in de elektriciteitsleer gebruikt om de mate van stroomgeleiding van geleiders en de mate van isolatie van niet-geleidende stoffen te bepalen.